# Borislav Guidikov
Borislav Krastev Guidikov (em búlgaro:  Борислав Крастев Гидиков; 10 de novembro de 1965, em Pazardjik) é um búlgaro, campeão mundial e olímpico em halterofilismo.
Guidikov ganhou ouro no Campeonato Mundial para juniores em 1984, na categoria até 67,5 kg (305 kg no total combinado — 137,5 kg no arranco e 167,5 kg no arremesso); no campeonato do ano seguinte ele passou para a categoria até 75 kg e foi prata, com 340 kg (155+185).
No Campeonato Mundial de 1986, agora para adultos/seniores, Guidikov ficou em segundo lugar (372,5 kg), embora tenha ficado com o ouro no arranque (167,5 kg), seu compatriota Aleksandar Varbanov conseguiu o mesmo resultado, e com um arremesso superior, e como era 450 g mais leve, levou o ouro.
No Campeonato Mundial de 1987 ele ganhou ouro (375 kg — 167,5+207,5), superando desta vez Aleksandar Varbanov.
Nos Jogos Olímpicos de 1988, Guidikov foi campeão, levantando 375 kg no total (167,5+207,5) — e estas marcas foram recordes olímpicos da categoria.
Ainda em 1987 ele estabeleceu um recorde mundial no arranque — 168,5 kg, na categoria até 75 kg.